# Разведка боем

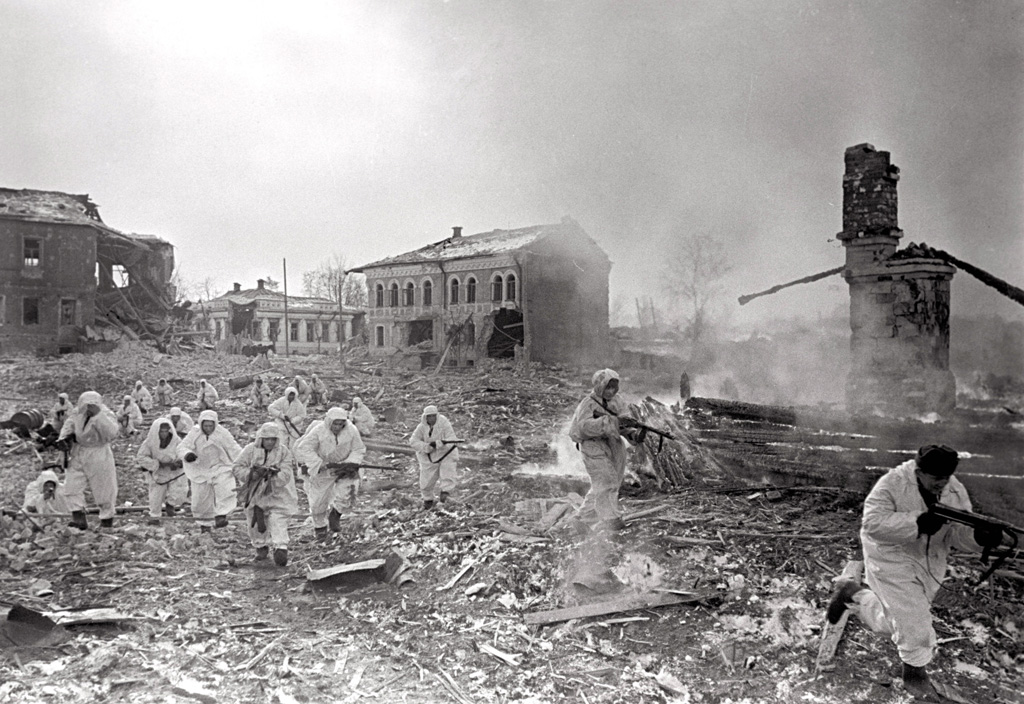
Разведгруппа РККА продвигается по горящим руинам Юхнова, 1942

Разведка боем или силовая разведка — способ получения актуальной информации о силах противника, идея которого заключается в навязывании ему боевого контакта со стороны специально подготовленных к этому частей. Считается действенным средством ведения войсковой разведки, но применимым только в тех ситуациях, когда возможности других методов уже исчерпаны.

## Общие положения
Как правило, принятие решения на проведение разведки боем осуществляется командным составом войскового соединения. Основным отличием разведки боем от любых других способов её ведения является отсутствие необходимости соблюдения такого требования как скрытность, обязательного для всех без исключения иных способов ведения разведки. Кроме того, если разведка как таковая является видом боевого обеспечения, то разведка боем в равной степени является тактическим приёмом, позволяющим одновременно с разведывательной выполнить и основную боевую задачу без привлечения дополнительных сил (например, занятия разведываемого объекта в случае отсутствия сопротивления со стороны противника и тому подобных вводных). Для ведения разведки боем формируются временные разведподразделения вне штата военной части из числа военнослужащих линейных взводов и рот со старшим в лице офицера или сержанта (в зависимости от количества задействованного личного состава и степени важности выполняемой задачи), назначенным командиром части или соединения, в интересах которого оная проводится.

## Исторический очерк
Разведка боем использовалась с давних времён, однако до XIX века, то есть в эпоху тех сражений, когда полководец сам мог осмотреть всю протяжённость поля боя, она не получила широкого распространения. Тем не менее известно о её применении, например — император Наполеон I прощупывал русские позиции разведкой боем перед вступлением в Бородинское сражение. Во второй половине XIX и начале XX века развитие позиционных форм вооружённого противостояния и резкое увеличение его размаха стимулировали активное использование разведки боем в целях уточнения данных для артподготовки и повышения эффективности мероприятий прорыва. В годы Первой мировой войны этот способ разведки не снискал особой популярности (хотя разведка боем активно практиковалась, в том числе конницей), однако во время Гражданской войны в России она активно шла в ход для получения свежей информации о противнике, причём нередко для её осуществления привлекались значительные силы.
В межвоенный период полевой устав Красной Армии 1936 года предусматривал для ведения разведки завязывание общевойскового боя дивизионными разведбатами, которые усиливались для этого танками и артиллерией, причём в некоторых ситуациях им в помощь могли привлекаться и стрелковые части. В Великую Отечественную войну практика организации разведки боем продолжила совершенствоваться. Как правило, разведка боем шла в дело там, где требовалось уточнить истинное положение переднего края обороны, наличие инженерных заграждений, особенности системы огня противника и т. п. К концу войны одним из основных требований к разведке боем стало создание благоприятных условий для перехода главных сил в атаку вслед за их передовыми батальонами. В этих целях разведка боем велась на протяжённом фронте для скрытия направления главного удара, как правило — за сутки или за несколько часов до начала наступательной операции. При этом, передовые батальоны действовали по всей полосе обороны объединения, в целях обеспечения на главных направлениях выгодных условий для перерастания их активности во всеобщее наступление главных ударных группировок.
В современных условиях разведка боем отнюдь не утратила своего значения: как показал опыт американских вооружённых сил в битве за Мосул (2016), она может быть эффективным средством выявления вражеской системы огня в уличных боях с упорным и мотивированным противником.

## Современная специфика

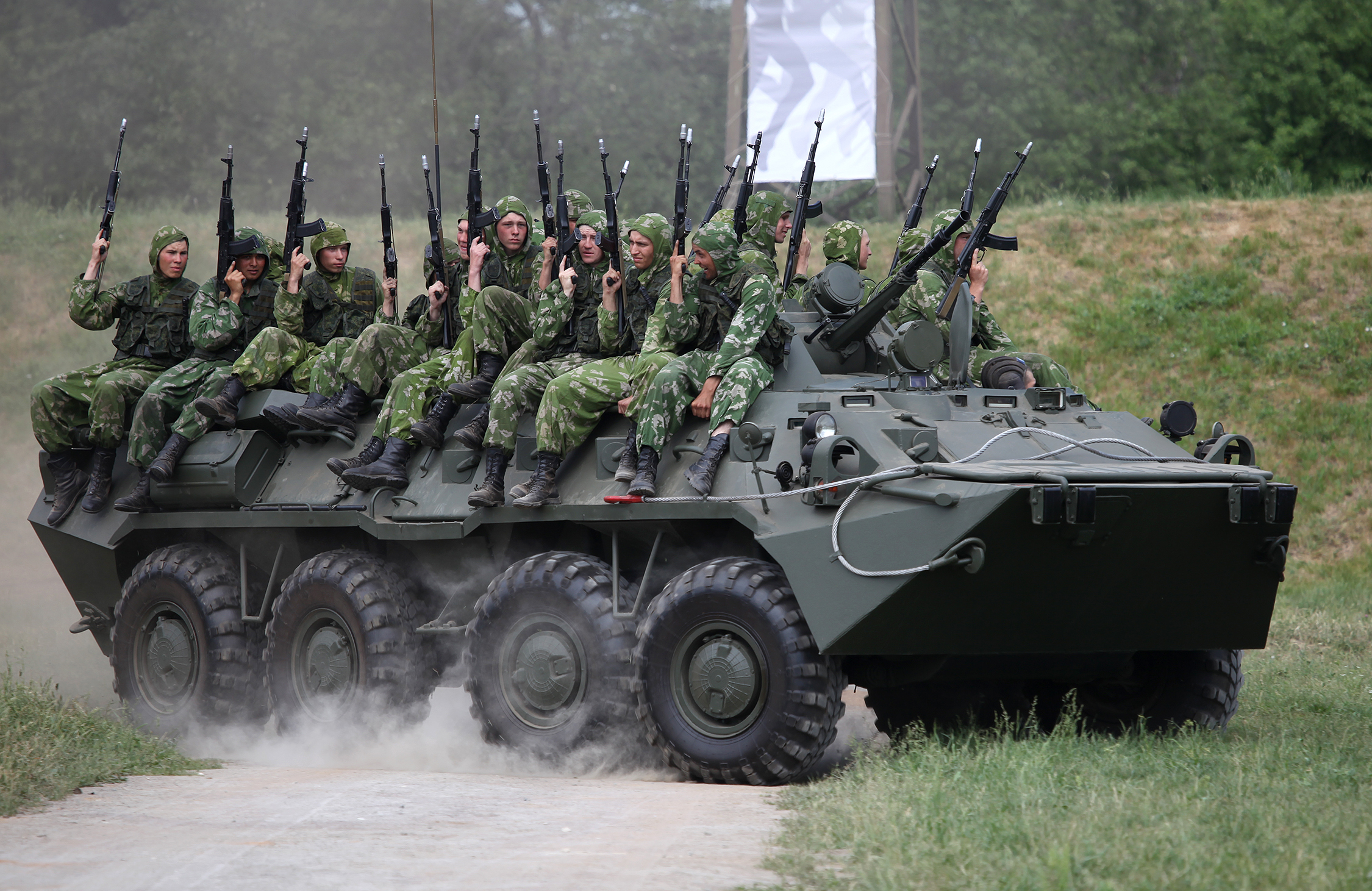
Разведбатальон 2-й гвардейской мотострелковой Таманской дивизии

По классическим отечественным представлениям, для осуществления разведки боем назначается наряд сил в виде усиленного мотострелкового или танкового батальона (роты), в состав которого входят разведывательные дозоры и специальные группы для захвата пленных, ценных документов, образцов боевой техники и вооружения, ведения специальной разведки (артиллерийской, инженерной и т. д.). 
Действия этого формирования могут быть поддержаны ударами артиллерии и авиации. 
Реализация разведки боем должна проходить под личным присмотром командного состава тех частей, на чьём участке переднего края она проводится, а наблюдение за реакцией противника должно осуществляться всеми разведывательными органами с использованием всех доступных технических средств.
В вооружённых силах других государств разведка боем считается важным элементом тактического мастерства. Например, в сухопутных войсках США под разведкой боем понимается наступление значительными силами, но с ограниченными целями, при этом в качестве приоритетных обычно выступают:
- получение сведений о боевых порядках врага,
- засечка его важных целей и ключевых объектов,
- провоцирование его на ответные действия, которые могли бы помочь выявить слабые места в обороне,
- и т. п.

Американские специалисты полагают, что при ведении разведки боем не обойтись без выделения для неё значительного количества сил и огневых средств, чтобы они смогли заставить неприятеля среагировать активно и масштабно, продемонстрировав свою группировку, её боевое построение, систему огня и планы по вводу в бой подкреплений. Также подчёркивается необходимость держать наготове сильные резервы, которые бы в случае обнаружения слабых участков в обороне врага смогли бы, вступив в бой, немедленно перевести локальные разведывательные действия на уровень всеобщего наступления.